# Бланк Герман Ісаакович
Герман Ісаакович Бланк (нар. 1905, Російська імперія — пом. невідомо, Українська РСР) — радянський футболіст, футбольний тренер та арбітр.

## Біографія
Виступав у динамівських колективах Одеси та Києва.
Після закінчення кар'єри футболіста він почав працювати тренером. У 1936 році він очолив команду Колгосп імені Чапаєва. Влітку 1937 року очолив «Динамо» (Одеса), з якою працював до червня 1939 року.
Також був Представником судово-інспекторського корпусу (Київ), як головний суддя обслуговував матчі весняного чемпіонат Української РСР 1936 року.